# Mlynárovce
Mlynárovce és un poble i municipi d'Eslovàquia. Es troba a la regió de Prešov, al nord del país.

## Història
La primera referència escrita de la vila data del 1414.

## Demografia
| Godina             | 1994 | 2004   | 2014   | 2024   |
| ------------------ | ---- | ------ | ------ | ------ |
| Nombre de persones | 227  | 233    | 216    | 221    |
| Diferència         |      | +2,64% | −7,29% | +2,31% |

| Godina             | 2023 | 2024   |
| ------------------ | ---- | ------ |
| Nombre de persones | 215  | 221    |
| Diferència         |      | +2,79% |